# Frederick Hauck
Frederick Hamilton „Rick“ Hauck (* 11. April 1941 in Long Beach, Kalifornien) ist ein ehemaliger US-amerikanischer Astronaut.
Hauck erhielt 1962 einen Bachelor in Physik von der Tufts University und 1966 einen Master in Nukleartechnik vom Massachusetts Institute of Technology. Bei der United States Navy wurde er zum Piloten und später auch zum Testpiloten für verschiedene Flugzeuge ausgebildet.

## Astronautentätigkeit
Im Januar 1978 wurde Hauck von der NASA als Astronautenkandidat ausgewählt.

### STS-7
Hauck startete am 18. Juni 1983 als Pilot der Raumfähre Challenger zum ersten Mal ins All. Es war die erste Mission mit einer fünfköpfigen Besatzung. Während des sechstägigen Flugs wurden die Satelliten ANIK C-2 und PALAPA B-1 ausgesetzt. Außerdem wurde zum ersten Mal mit dem Roboterarm (RMS) die Forschungsplattform SPAS-01 ausgesetzt und wieder eingefangen. STS-7 war der erste Flug einer amerikanischen Frau (Sally Ride) ins Weltall.

### STS-41-H
Diese Mission STS-41-H sollte im September 1984 im Auftrag des US-Verteidigungsministeriums durchgeführt werden oder stattdessen einen TDRS-Satelliten aussetzen. Aufgrund von Problemen mit der IUS-Oberstufe wurde die Mission abgesagt. Als Besatzung waren Frederick Hauck, David M. Walker, Joseph P. Allen, Anna Lee Fisher, Dale Gardner und die Nutzlastspezialisten der US Air Force Gary Payton und Frank Casserino nominiert. Als Ersatz-Nutzlastspezialist war Daryl Joseph vorgesehen.

### STS-51-A
Auf seiner zweiten Weltraummission am 8. November 1984 war Hauck Kommandant des Space Shuttles Discovery. Es war der zweite Flug der Discovery. Der Flug war zur Aussetzung von zwei Satelliten gedacht und brachte gleichzeitig zwei ausgesetzte Satelliten der Mission STS-41-B zurück zur Erde.

### STS-61-F
Hauck war ebenfalls als Kommandant für die Mission STS-61-F im Mai 1986 vorgesehen. Dabei hätte die Sonnensonde Ulysses ausgesetzt werden sollen. Diese Mission wurde jedoch nach der Challenger-Katastrophe abgesagt.

### STS-26
Am 29. September 1988 startete Hauck als Kommandant der Discovery erneut ins All. Nach einer Unterbrechung von über zweieinhalb Jahren, verursacht durch die Challenger-Katastrophe, wurde das Shuttle-Programm mit dieser Mission wieder aufgenommen. Neben der Durchführung einer Vielzahl von Experimenten aller Art setzte die Mission den Kommunikationssatelliten TDRS-3 aus. Die Landung erfolgte planmäßig auf der Edwards Air Force Base.

## Nach der NASA
Nach seinem Ausscheiden aus der NASA kam Hauck im Mai 1989 zur Navy und wurde dort Leiter der Navy Space Systems Division. Im Oktober 1990 wechselte er in die Leitung von AXA Space, der Raumfahrtsparte des international tätigen Versicherungskonzerns. Im April 2005 schied er aus der Firma AXA Space wieder aus.

## Privates
Frederick Hauck und seine Frau Susan haben zwei Kinder.